# Gare des Invalides

Die Gare des Invalides war ein Kopfbahnhof im 7. Arrondissement von Paris. Am Ort des ehemaligen Fernbahnhofs existiert aktuell nur noch die Station Invalides des Liniennetzes C des Réseau express régional d’Île-de-France (RER).

## Vorgeschichte
Im Jahr 1890 hatte die Compagnie des Chemins de fer de l’Ouest (Ouest) in Paris mit den Kopfbahnhöfen Saint-Lazare und Montparnasse zwei Fernbahnhöfe. Hinzu kam mit dem Bahnhof Champ de Mars ein Güterbahnhof nahe dem Eiffelturm, der während der Weltausstellung des Jahres 1889 kurzzeitig auch für den Personenverkehr genutzt worden war.

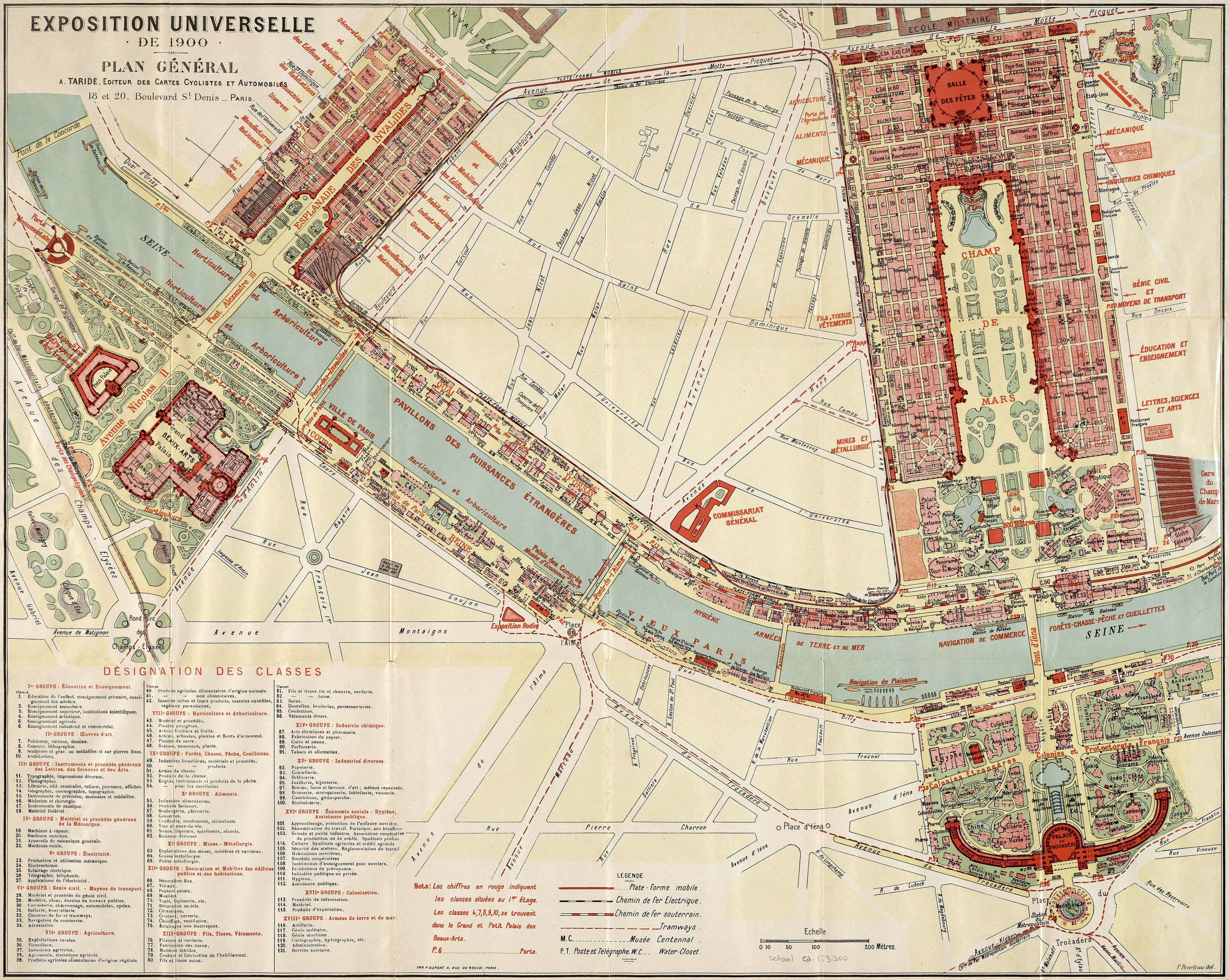
Plan der Weltausstellung von 1900 mit dem Tunnelabschnitt Gare des Invalides–Gare du Champ de Mars

Um für die für das Jahr 1900 geplante Weltausstellung besser aufgestellt zu sein, plante die Ouest einen neuen Endbahnhof an der Esplanade des Invalides, die neben dem Champ de Mars ebenfalls als Ausstellungsgelände vorgesehen war. Mit der Auflage, die neue Trasse tieferzulegen, um Kreuzungen mit Straßen zu vermeiden, wurde das Vorhaben genehmigt. Es entstanden eine neue Durchgangsstation Champ de Mars (heute: Bahnhof Champ de Mars - Tour Eiffel), die Strecke von dort zum neuen Kopfbahnhof Gare des Invalides wurde gedeckelt und erhielt die Zwischenstation Pont de l’Alma. Aufgrund dieser Führung im Tunnel unter der Straßenebene sollten keine Dampflokomotiven zum Einsatz kommen, daher wurden seitliche Stromschienen installiert.

## Geschichte und Beschreibung

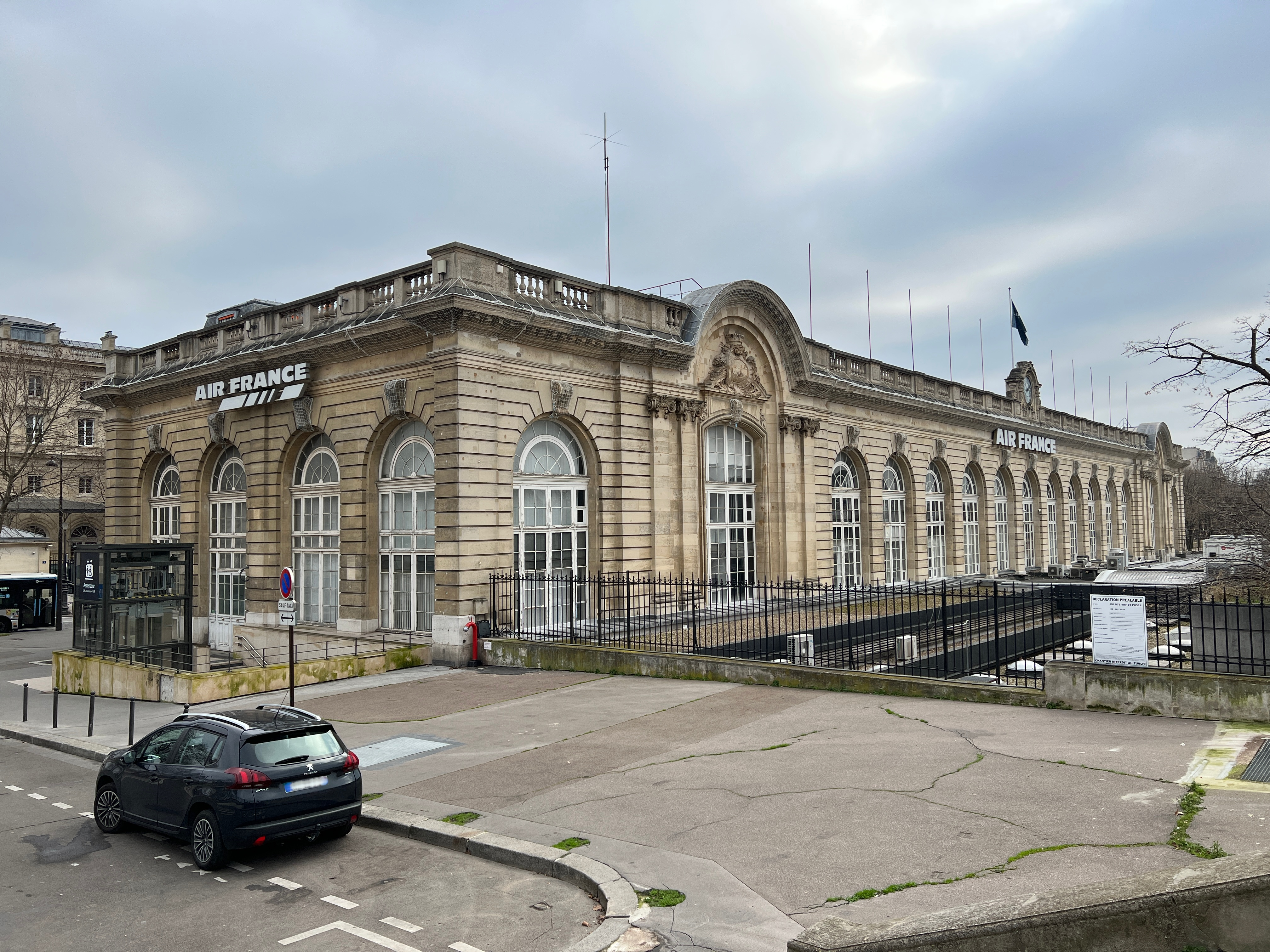
Ehemaliges Empfangsgebäude als Aerogare

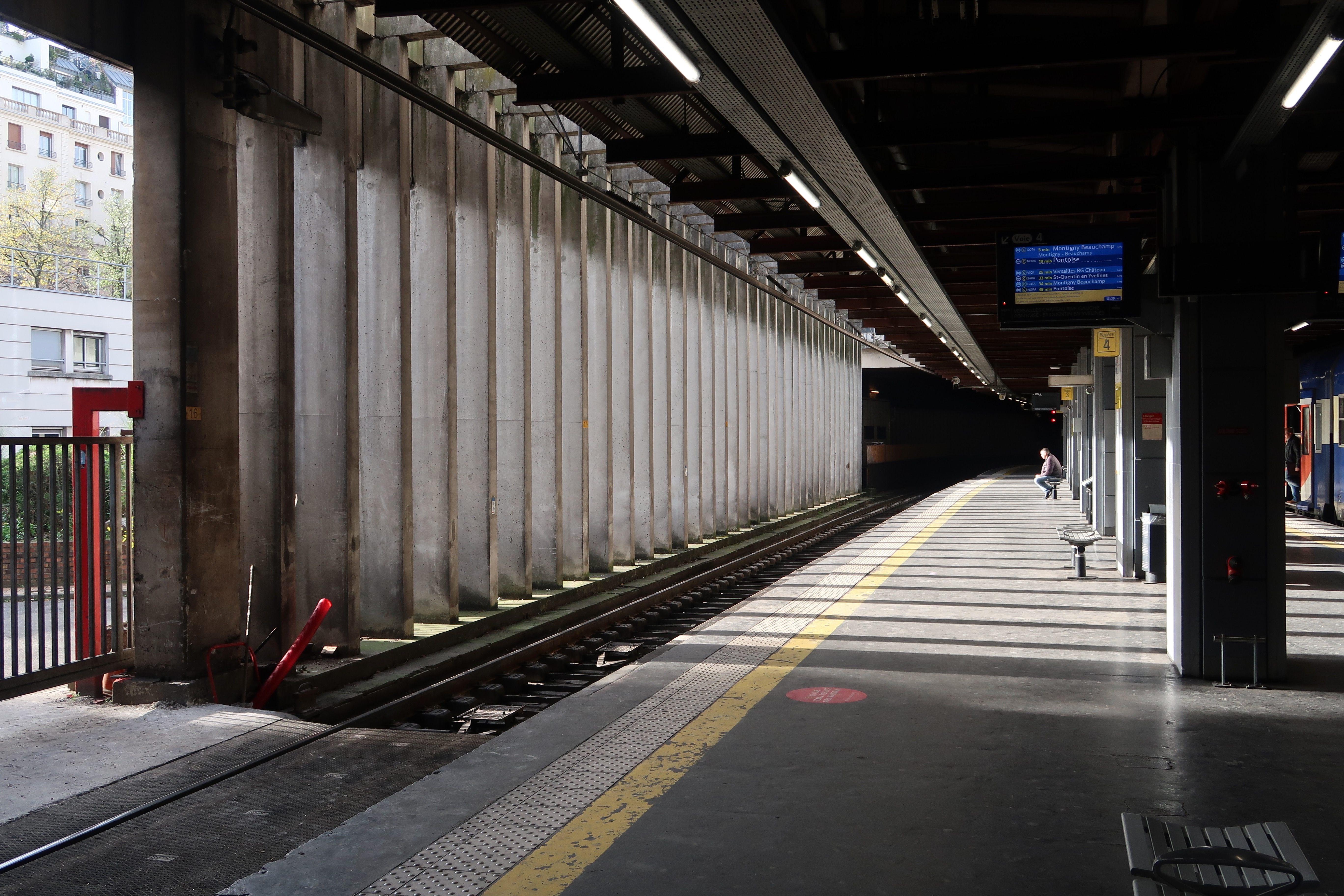
Station der Züge in Richtung Westen des RER-Bahnhofs Invalides

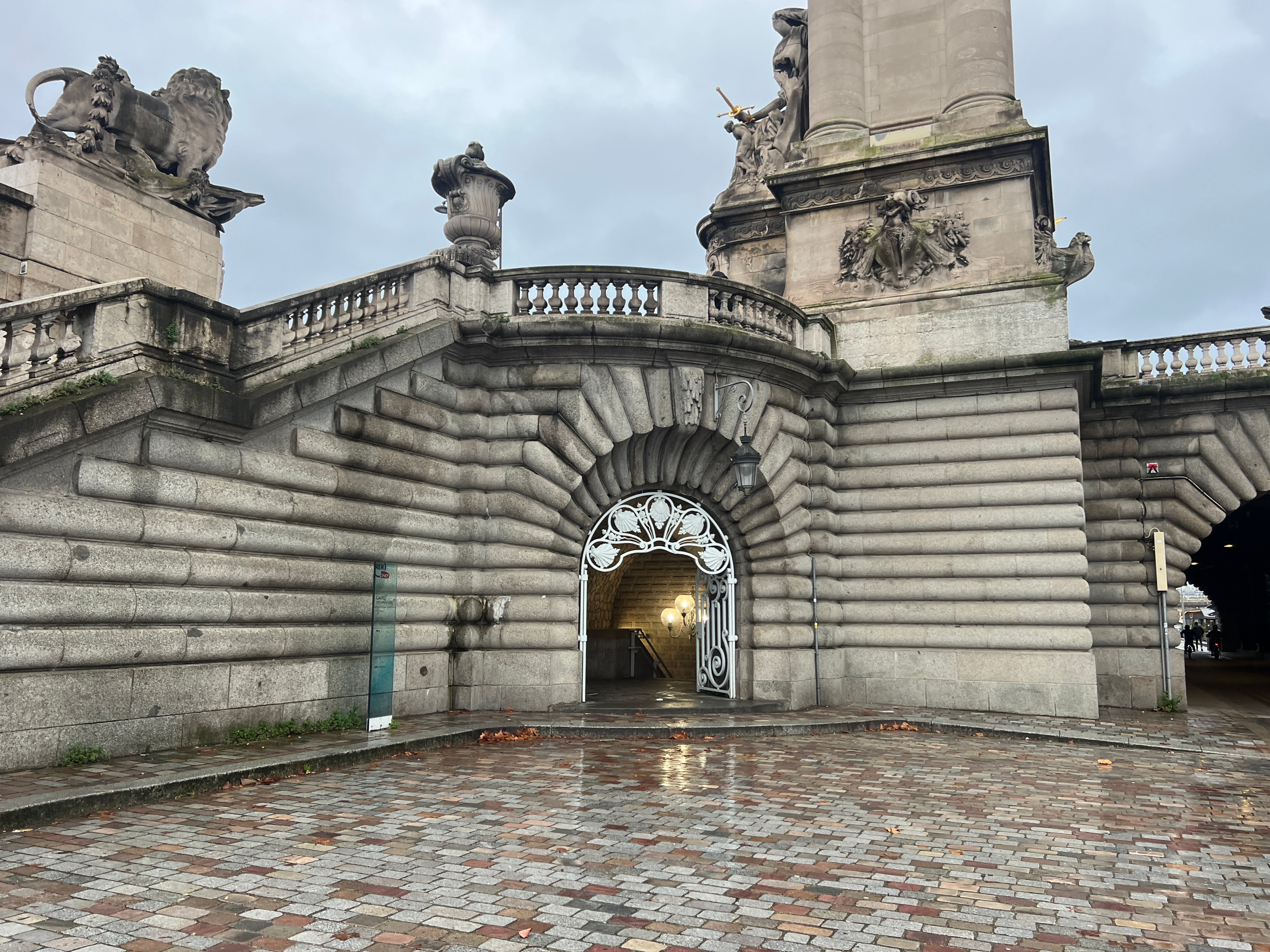
Einer der Zugänge zum RER am Port des Invalides

Die neue Strecke wurde unmittelbar am linken Ufer der Seine angelegt und schwenkte kurz vor Erreichen des Endbahnofs unter dem Quai d’Orsay hindurch auf dessen Südseite. Dort entstand, unterhalb der Esplanade des Invalides, ein Kopfbahnhof mit mehreren Bahnsteigen und einem rechtwinklig zu den Gleisen auf der Straßenebene positionierten Empfangsgebäude. Anders als die zeitgleich gebaute, monumentale Gare d’Orsay der Compagnie du Chemin de fer de Paris à Orléans durfte die Ouest nur einen schlichteren eingeschossigen Bau errichten, um die Blickachse von der Seinebrücke Pont Alexandre III zum Hôtel des Invalides nicht zu beeinträchtigen. Auch durften die Gleise nicht sichtbar sein.
Da die Bahnstrecke Paris-Invalides–Versailles-Rive-Gauche (Ligne des Invalides) im Jahr 1900 nicht fertiggestellt werden konnte, wurde ab dem Zeitpunkt der Eröffnung des Bahnhofs der Abschnitt zwischen Champ de Mars und Invalides mit elektrischen Triebwagen im Pendelverkehr befahren. Dies war der erste elektrische Verkehr auf französischen Eisenbahngleisen. Ab dem 12. April 1900, drei Tage vor dem Beginn der Weltausstellung, liefen vermutlich zu Triebwagen umgebaute Personenwagen auf der Strecke, deren Motoren von einer Gleichspannung von 550 V gespeist wurden. Wegen der parallel dazu verlaufenden Rue de l’Avenir, einem Fahrsteig auf einem 7 m hohen Viadukt als einer der Attraktionen der Ausstellung, war dem elektrischen Verkehr der Ouest nur ein bescheidener Erfolg beschieden.
Nach dem Ende der Weltausstellung wurde die Betondecke der Trasse beseitigt, und die Gleise außerhalb des Bahnhofs wurden wieder freigelegt. Damit konnten auch Dampflokomotiven den Bahnhof Invalides anfahren. Der Rangierverkehr im nach wie vor gedeckelten Bahnhof selbst wurde mit vier Mékarski-Pressluftlokomotiven durchgeführt. Im Zuge der schrittweisen Eröffnung der Ligne des Invalides wurde die Fahrspannung auf 600 V angehoben, und für den Vorortverkehr nach Versailles wurden Elektrolokomotiven der Baureihe 5000 beschafft. Am 31. Mai 1902 konnte der elektrische Vorortverkehr bis Versailles-Rive-Gauche aufgenommen werden. Von Juli 1901 bis zum Beginn des Ersten Weltkriegs im Sommer 1914 endeten auch die dampfbespannten Vorortzüge der Ligne des Moulineaux von Puteaux in der Gare des Invalides. Auch von der Petite Ceinture über die Ligne d’Auteuil und den Raccordement de Boulainvilliers kamen bis 1925 Dampflokomotiven vor Nahverkehrs-Personenzügen an.
Ab 1902 verkehrten von der Gare des Invalides Fernzüge nach Épône, Mantes und Rambouillet, 1907 dann auch nach Granville und Brest. Im Jahr 1920 sind Dreux und Chartres als Ziele nachweisbar. Wegen der Fahrt durch den 3363 m langen Tunnel de Meudon musste jeweils in Viroflay westlich von Paris von Dampflokomotiven auf elektrische Traktion und umgekehrt zeitraubend umgespannt werden. Daher verlegte die Ouest 1929 den gesamten Fernverkehr der Gare des Invalides zum Bahnhof Paris-Montparnasse, bald folgte auch der überwiegende Teil des Nahverkehrs. Zuletzt verblieben nur noch einige Züge nach Versailles und der Vorortverkehr bis Meudon.
Aus einem Gleisplan aus dem Jahr 1920 geht hervor, dass damals 12 Bahnsteiggleise an Zungenbahnsteigen lagen, die von Süd nach Nord von 1 bis 12 nummeriert waren. Zwischen den Gleisen 8 und 9 lag ein drittes Gleis 8bis. Südlich von Gleis 1 gab es zwei weitere Gleise. Die Gleise mit den niedrigen Ziffern dienten dem Fernverkehr, die Gleise 7 bis 12 den Zügen in die Vororte. Anfang der 1930er Jahre genügten fünf Gleise für die Abwicklung des verbliebenen Verkehrs. Nur für die kurze Zeit der Weltfachausstellung von 1937 wurden auch die stillgelegten Anlagen nochmals genutzt.
1946 wurde das Empfangsgebäude des Bahnhofs einer neuen Bestimmung zugeführt. Es wurde Sitz der nationalen Fluggesellschaft Air France und am 21. August 1951 als Aerogare Ausgangs und Endpunkt für deren Busse zu den Flughäfen Le Bourget und später auch Orly und Charles-de-Gaulle. Die Busse erreichten die unterirdische Bussteigebene über Rampen von der Rue Fabert aus. Im Juni 2022 endete diese Nutzung. Es ist vorgesehen, das Gebäude als Museum für die Werke Alberto Giacomettis zu nutzen.
Mit dem Bau der Transversale Rive Gauche wurde der alte Kopfbahnhof durch einen viergleisigen, gedeckelten Durchgangsbahnhof unter dem Quai d′Orsay sowie zwischen dem Quai d’Orsay und dem Seineufer ersetzt. Er besteht aus zwei voneinander getrennten Stationen mit Mittelbahnsteigen, die jeweils in nur einer Richtung bedient werden. Die Stromversorgung wurde auf Oberleitung und 1500-V-Gleichspannung umgestellt. In diesem Zusammenhang wurden die lange auf der Strecke eingesetzten Automotrices Standard im Mai 1979 von der Baureihe Z 5300 abgelöst. Am 30. September jenes Jahres wurde die Verbindung zwischen Invalides und Gare d’Orsay eröffnet, im Jahr darauf wurde die Transversale Rive Gauche als Zweig der Linie C Teil des Schnellbahnnetzes RER. Südlich des RER-Bahnhofs Invalides liegen die beiden Stationen des gleichnamigen U-Bahnhofs der Linien 8 und 13 der Métro.